# Athyma ranga
Athyma ranga ist ein in Asien vorkommender Schmetterling (Tagfalter) aus der Familie der Edelfalter (Nymphalidae) und der Unterfamilie der Eisvögel (Limenitidinae).

## Merkmale

### Falter
Die Flügelspannweite der Falter beträgt 60 bis 75 Millimeter. Zwischen den Geschlechtern besteht kein Sexualdimorphismus, Männchen und Weibchen weisen die gleichen Zeichnungselemente auf. Die Grundfarbe der Flügeloberseiten ist schwarz und schimmert je nach Lichteinfall zuweilen leicht grünlich bis bläulich. Über die Diskalregion erstreckt sich ein aus weißen Flecken gebildetes Band. Ein weiterer einzelner weißer Fleck befindet sich in der Zelle der Vorderflügeloberseite. Die Submarginalregion der Hinterflügeloberseite ist leicht aufgehellt, die Fransen sind abwechselnd schwarz und weiß gescheckt. Auf den dunkelbraunen Flügelunterseiten hebt sich ein sehr ausgeprägtes weißes Fleckenmuster ab. Das schwärzliche Abdomen ist an den Seiten mit weißen Flecken versehen.

### Präimaginalstadien
Das Ei hat eine grünliche Farbe und eine kugelige Form. Es ist über die gesamte Oberfläche mit hexagonalen Grübchen überzogen, aus denen kurze helle Härchen ragen. An der Grundfläche ist es leicht abgeflacht. Der Durchmesser beträgt rund 1,5 Millimeter.
Die Raupen schlüpfen drei bis vier Tage nach der Eiablage. Sie sind in ihrem ersten Stadium überwiegend bräunlich gefärbt und mit kurzen Tuberkeln versehen, die sich im zweiten Stadium zu verzweigten Dornen umbilden und im dritten und vierten Stadium eine verlängerte Form annehmen. Die ausgewachsene Raupe erreicht eine Länge von ungefähr drei Zentimetern, ist grasgrün gefärbt und zeigt in der Mitte einen breiten weißlichen, gürtelähnlichen Streifen.
Die Puppe ist überwiegend silbrig gefärbt, zeigt kurz vor dem Schlüpfen der Falter dunkle Flügelscheiden und besitzt an Rücken und Hinterkopf mehrere hornartige Auswüchse. Sie wird als Stürzpuppe an Zweigen oder Blättern befestigt.

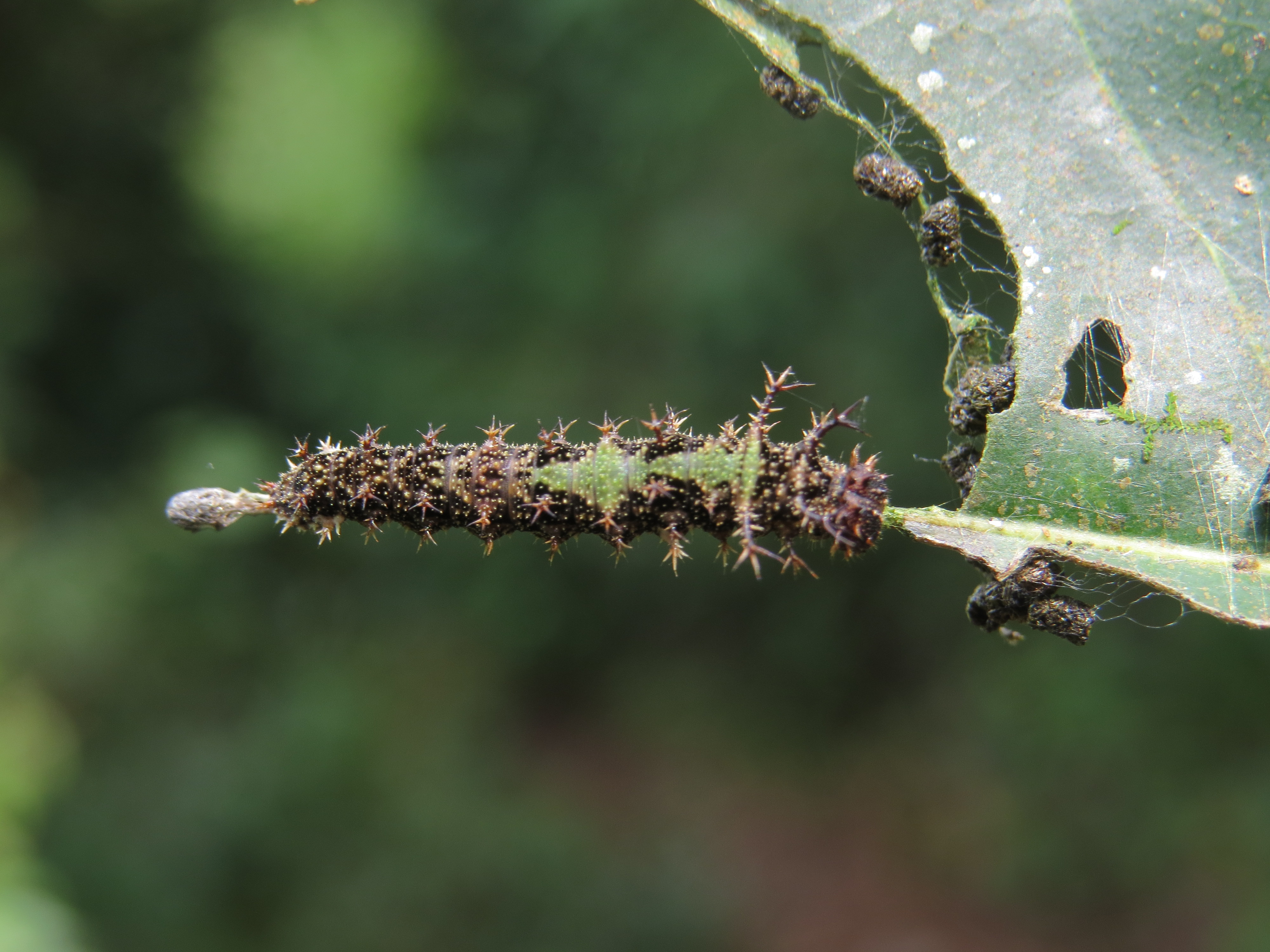
Junge Raupe (zweites Stadium)
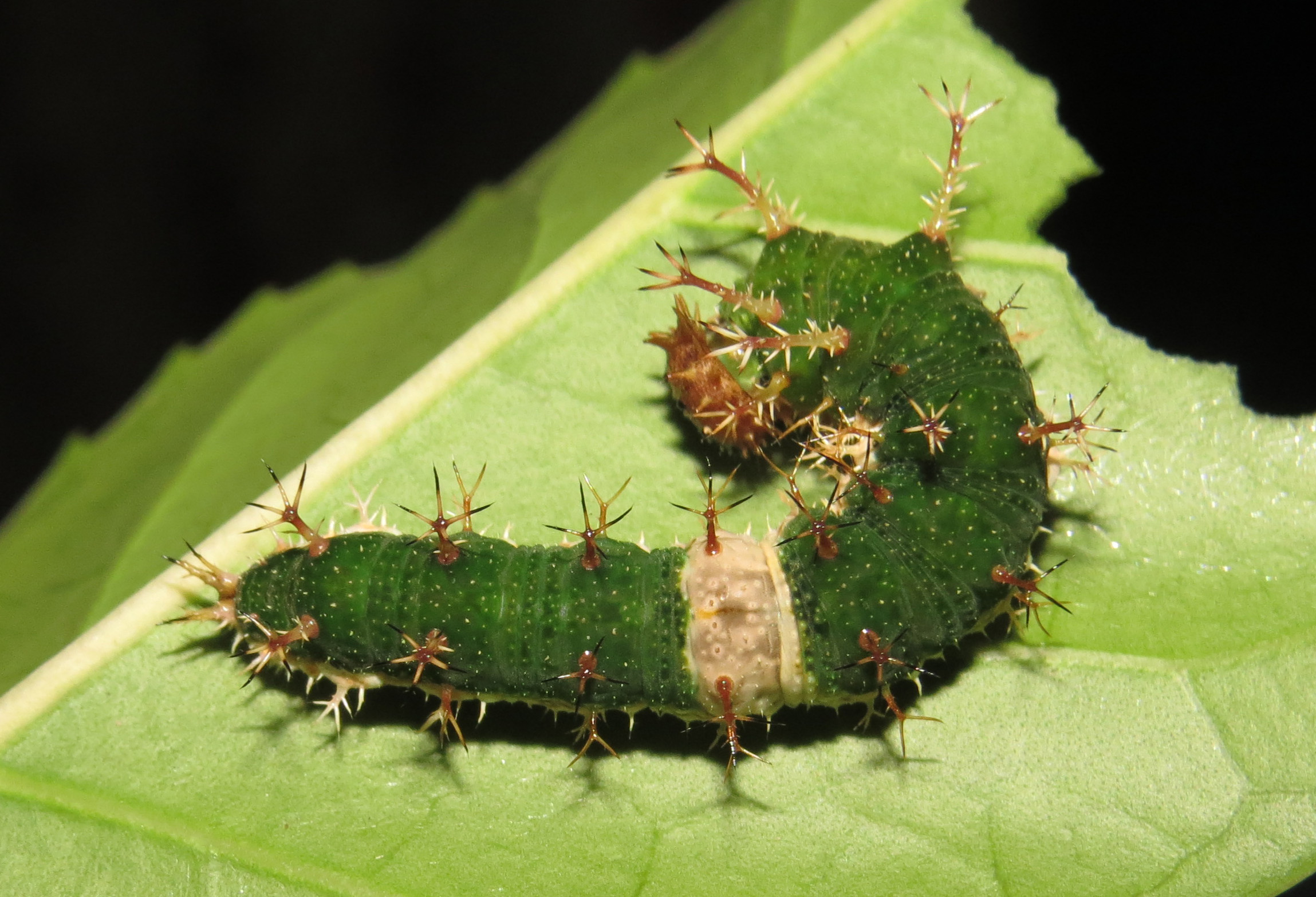
Ausgewachsene Raupe (fünftes Stadium)
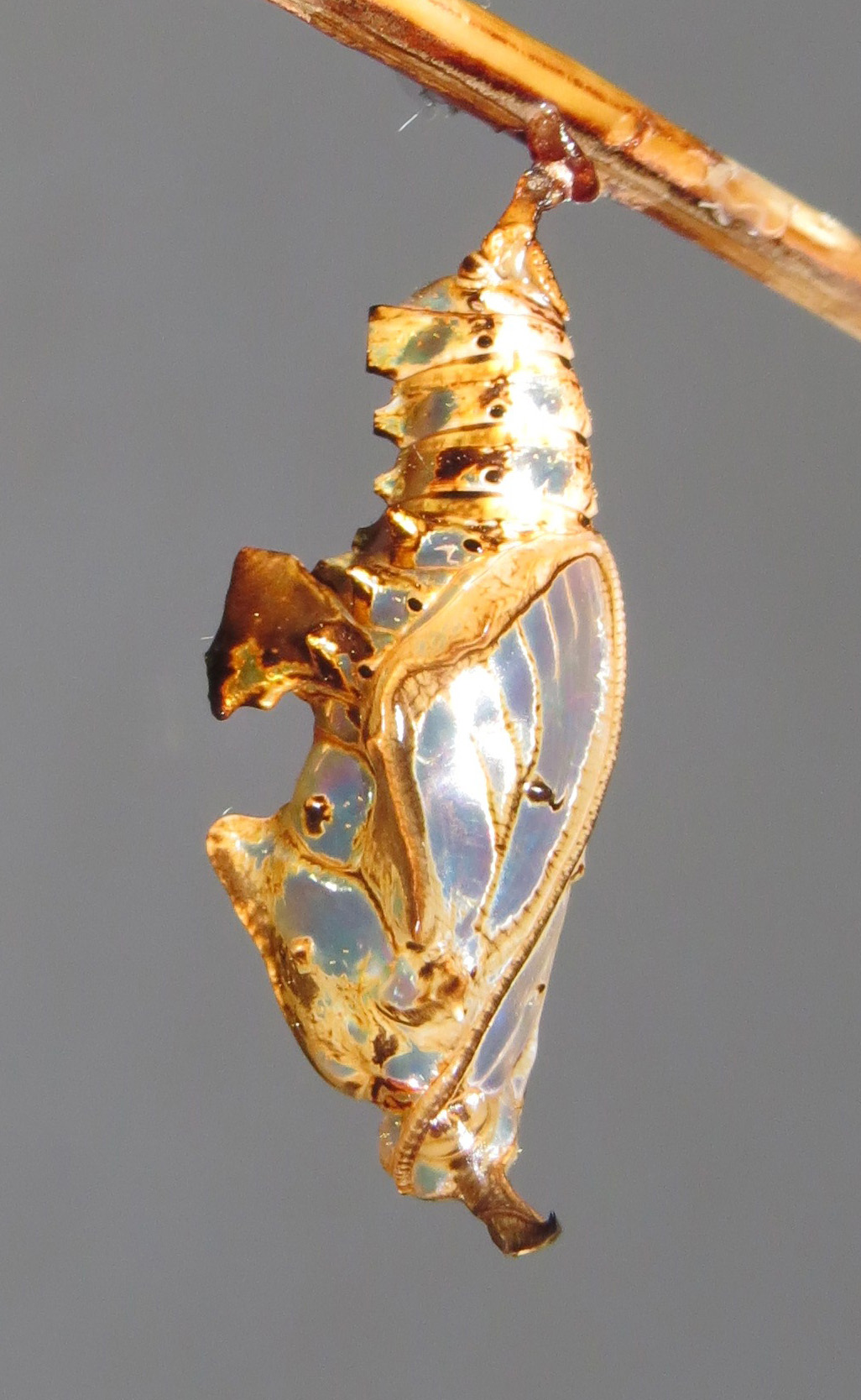
Frische Puppe Seitenansicht
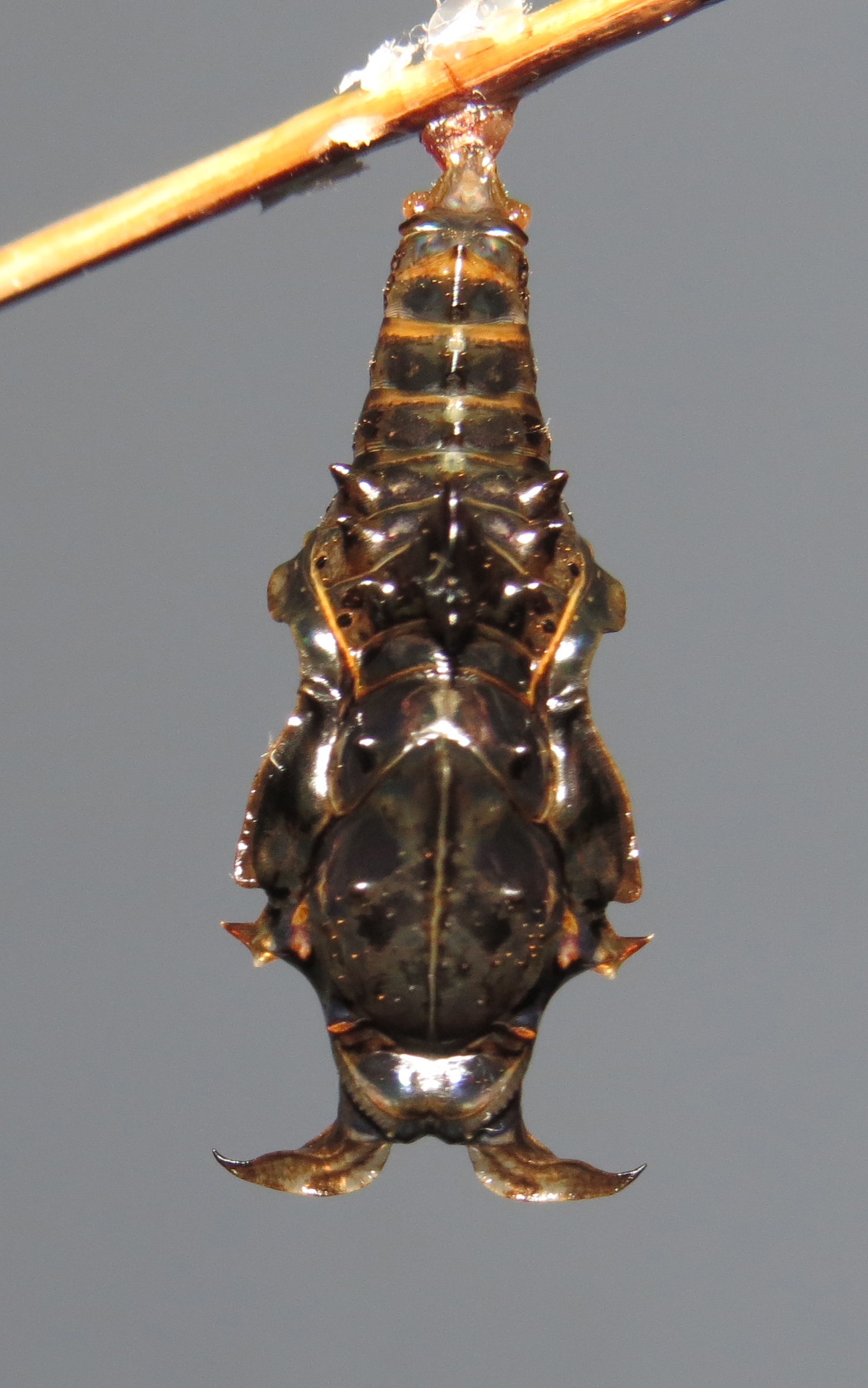
Puppe Rückenansicht
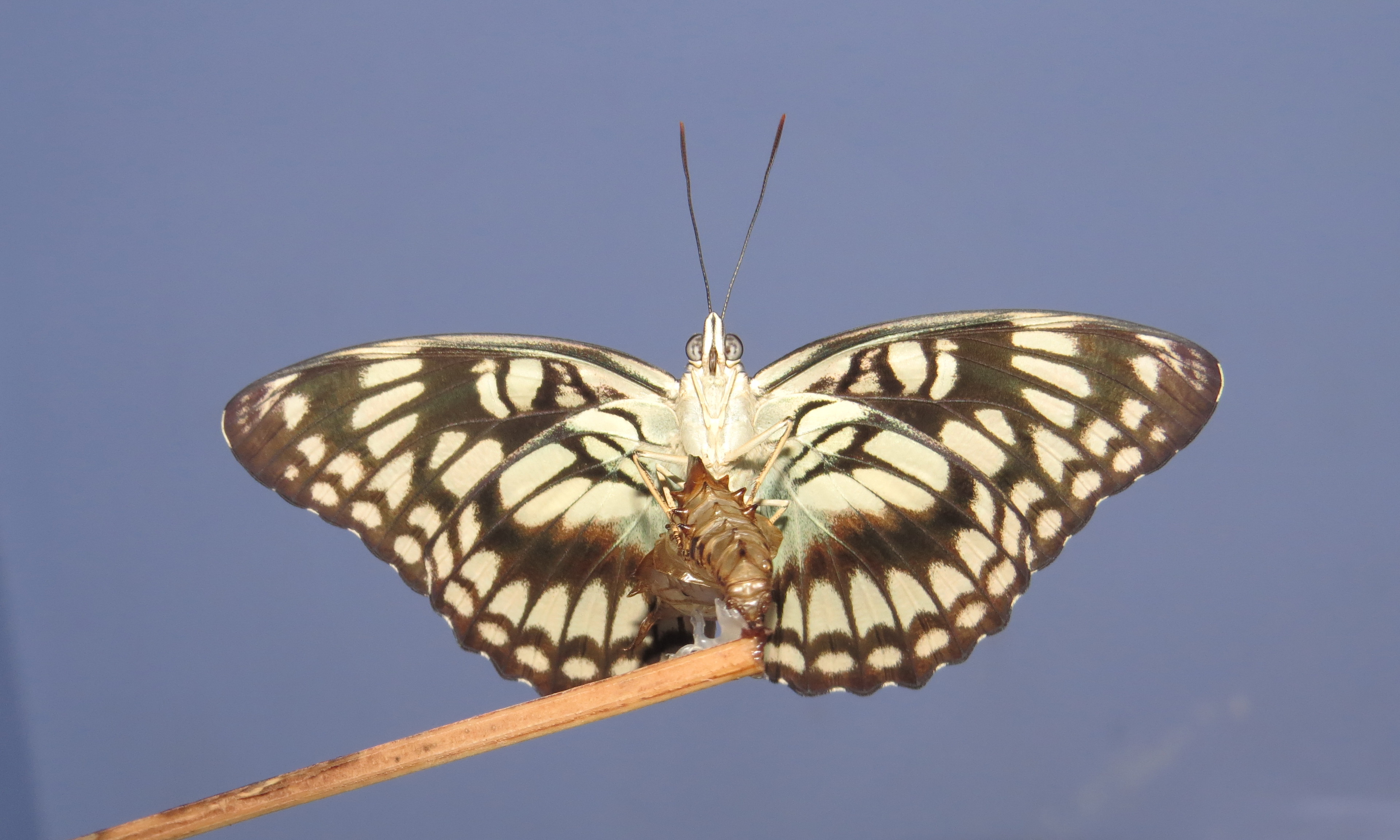
Unterseite eines frisch geschlüpften Falters auf der leeren Puppenhülle

## Verbreitung, Unterarten und Lebensraum
Die Art kommt in Indien, Thailand, Malaysia, Myanmar, Nepal und im Südosten Chinas verbreitet vor. In den verschiedenen Vorkommensgebieten werden derzeit fünf Unterarten klassifiziert. Athyma ranga besiedelt bevorzugt immergrüne Laubwälder sowie feuchte Waldränder. Die Höhenverbreitung reicht in Lagen von bis zu 2000 Metern.

## Lebensweise
Die Falter fliegen von April bis Dezember in mehreren Generationen im Jahr, in Hongkong wurden vier Generationen festgestellt. Die letzte Generation des Jahres überwintert im Puppenstadium. Die Falter besuchen zur Nahrungsaufnahme sehr selten Blüten, nehmen an feuchten Erdstellen oder Exkrementen hingegen zuweilen Flüssigkeiten sowie Mineralstoffe auf. Die Raupen ernähren sich polyphag, bevorzugt von den Blättern von Ölbaumgewächsen (Oleaceae) oder Geißblattgewächsen (Caprifoliaceae).